# Dreaming Girl: Koi, Hajimemashite
Singles de Yukiko Okada
Little Princess
(18 juillet 1984) Futari Dake no Ceremony
(16 janvier 1985)
-Dreaming Girl- Koi, Hajimemashite (-Dreaming Girl- 恋、はじめまして, trad. : « -Jeune fille rêvant- Amour, ravie de te rencontrer ») est le 3e single de la chanteuse Yukiko Okada sorti en septembre 1984.

## Développement
Le single sort le 21 septembre 1984 initialement sous format vinyle et cassette audio, deux mois après le single précédent d'Okada Little Princess. Il atteint la 7e place du classement hebdomadaire des ventes de l'Oricon.
Il comprend deux titres seulement : la chanson-titre -Dreaming Girl- Koi, Hajimemashite et une chanson en face B Kimagure Teenage Love toutes les deux écrites par Mariya Takeuchi et composées par Hagita Mitsuo. La chanson-titre -Dreaming Girl- Koi, Hajimemashite est par la suite utilisée comme spot publicitaire pour la marque de chocolat Glico CECIL.
Le single sort quelques jours après le premier album d'Okada Cinderella et ne sera désormais retenu dans aucun album régulier. Le single entier figurera cependant sur la compilation Okurimono en novembre suivant ainsi que sur le  coffret Memorial Box en 1999 qui comportera un exemplaire de cette compilation. La chanson -Dreaming Girl- Koi, Hajimemashite figurera elle seule sur All Songs Request en mai 2002. Elle sera également incluse avec sa face B sur d'autres compilations 84-86 Bokura no Best SP Okada Yukiko CD/DVD-Box [Okurimono III] en 2002 et The Premium Best Okada Yukiko plus récemment en 2012.

## Liste des titres
Toutes les paroles sont écrites par Mariya Takeuchi.
| 1.   | -Dreaming Girl- Koi, Hajimemashite (Dreaming Girl 恋 はじめまして) | 3:35 |
| 2.   | Kimagure Teenage Love (気まぐれ Teenage Love)                      | 3:46 |
| 7:21 |                                                                    |      |